# Процес (роман)
«Проце́с» (нім. Der Prozeß) — роман Франца Кафки, опублікований після його смерті в 1925 році. «Процес» є центральним твором літературної спадщини Кафки. Твір особливий ще й тим, що послугував сюжетом для постмодерного театру та кінематографа. Глави рукопису не було пронумеровано, вони зберігалися в окремих конвертах. Та послідовність, в якій їх публікують, належить Максу Броду (він відсортував глави, опираючись на спогади про розмови з автором).
Твір оповідає про чоловіка Йозефа К., якого переслідує невідома сила правосуддя. Йозеф намагається з'ясувати в чому його звинувачують і хто саме, поступово усвідомлюючи абсурдність цього таємничого правосуддя і марність спроб йому протистояти.

## Історія написання

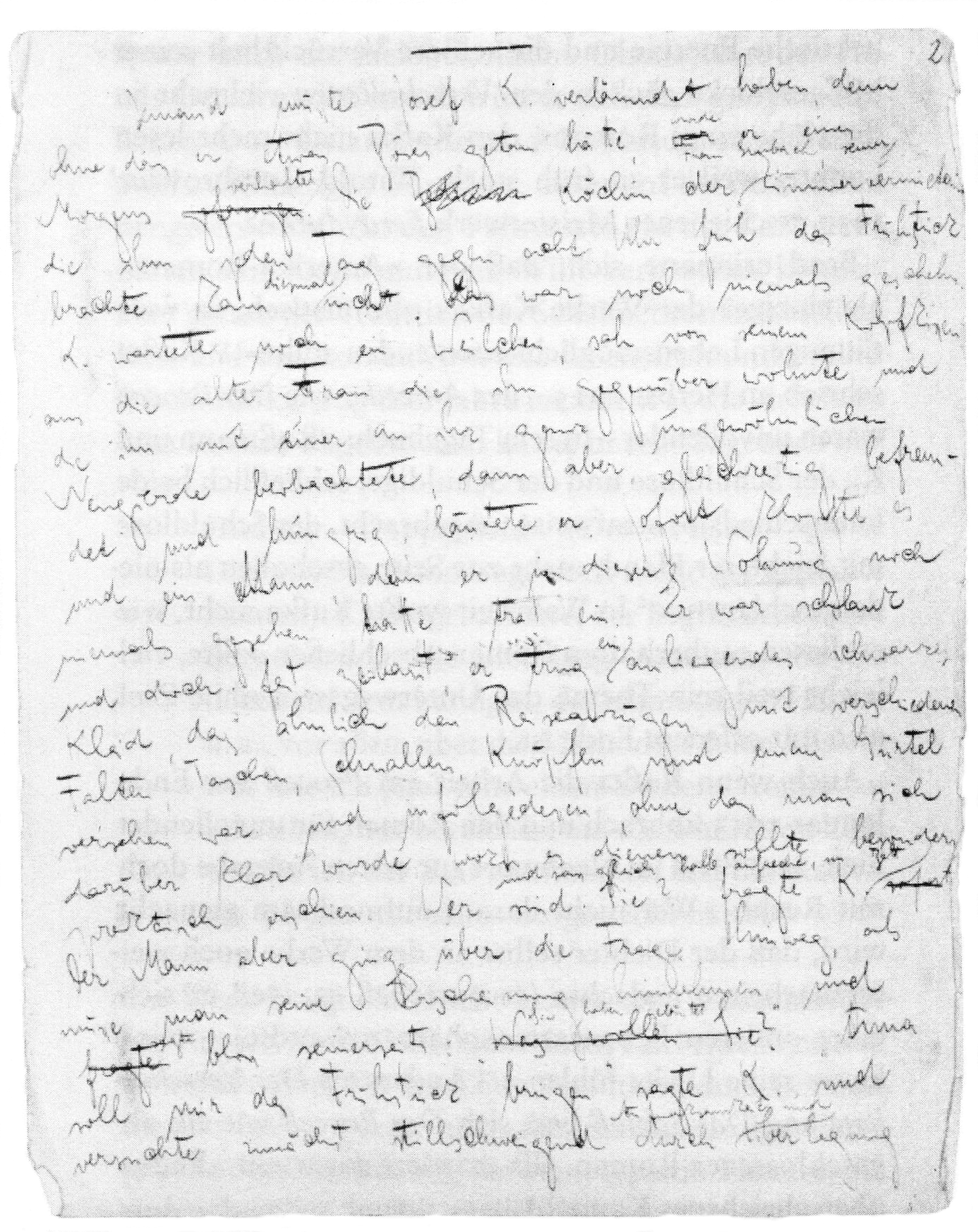
Рукопис роману

Робота над «Процесом» тривала з початку серпня 1914 до кінця січня 1915 року, пізніше Кафка до твору не повертався, вважаючи його «в художньому сенсі невдалим». Втім, за життя письменника були опубліковані два уривка з роману: «Легенда про сторожа біля воріт Закона» (1915, в одній з празьких газет) та «Сон» (збірка «Єврейська Прага», 1916). Після смерті письменника в його паперах знайшли дві нотатки до Макса Брода, в яких автор наказував спалити всі рукописи. Але друг його прохання не виконав. 17 липня 1924 року Макс Брод на шпальтах берлінської газети «Вельтбюне» сповістив про підготовку до видання творчої спадщини Кафки. 1925 року роман «Процес» побачив світ у берлінському видавництві «Die Schmiede» (рукопис твору зберігався у Брода з 1920 року). На момент підготовки рукопису до видання Макс Брод зіштовхнувся з проблемою — роман не мав цілісного оформлення, а являв собою «купу паперів». Кожна глава мала титульний аркуш, на якому Кафка вивів стислий вміст, усі глави були розкладені по конвертах. Назви як такої твір не мав, хоча у щоденниках і листах автор згадував його під робочим варіантом «Процес», про що свідчить й літра «П», виведена на конвертах. На думку Брода, відсутність окремих глав і фрагментарність інших не погіршили сприйняття тексту.
Друге видання роману побачило світ у 1935 році. До нього було внесено 1778 виправлень. Найбільш авторитетне видання «Процесу» вийшло 1950 року у видавництві «Зуркамп» (Франкфурт-на-Майні) у рамках нового зібрання творів Франца Кафки. Макс Брод додав до цього видання декілька фрагментів і здійснив ряд виправлень. Саме варіант 1950 року багаторазово перевидавався і став основою для численних перекладів іноземними мовами. У найновішій редакції Роланда Рейса (Штремфельд, 1997) варіант викладу тексту знов наблизився до авторського рукопису. Переклад роману українською виконав Петро Таращук 1998 року.
Німецький літературознавець Г. Політцер доводив, що головним автобіографічним джерелом для написання роману були стосунки Кафки з Феліцією Бауер, які призвели до заручин (1 червня 1914) та скорого їх розірвання (12 липня 1914). Окрім того в період написання роману почалася Перша світова війна, а починаючи з осені Кафка вперше став жити в окремій від своїх батьків кімнаті.

## Сюжет
Роман складається з низки послідовних епізодів і кількох, точне місце яких у сюжеті укладач не встановив.
Вранці, в день свого тридцятиріччя, Йозеф К. очікує, що господиня квартири, яку він знімає, пані Ґрубах, як завжди принесе йому сніданок. Однак, цього не відбувається, до квартири заходить незнайомець, який повідомляє Йозефу, що він не повинен нікуди виходити, адже його заарештовано. К. спершу не довіряє цим словам, але незнайомець і його колеги переконують його в правдивості арешту. Той вимагає аби непрохані гості відвели його до свого начальства, та йому відмовляють. Незабаром К. кличуть до інспектора, вимагаючи суворого дотримання безглуздих церемоній. Інспектор, втім, не знає подробиць арешту. Хоча він впевнений, що це помилка, він змушений виконувати накази.
Йозефу К. дозволяють продовжити далі займатися звичними справами, та це не знімає арешту. Невідомі звинувачувачі впевнені, що Йозефу не вдасться уникнути кари. Панна Бюрстнер, де одна квартирантка Ґрубах, розпитує К. про його справу. Той побоюється, що і її в чомусь звинуватять.
К. повідомляють про проведення розслідування. Йозеф прибуває до слідчого і зауважує якісь таємні знаки, якими спілкуються колеги. Він думає, що через викриття нечесності служителів порядку його полишили в спокої. Несподівано його викликають до суду, К. намагається врешті з'ясувати причину свого арешту, але ніяк не може домогтися через бюрократію, що оточує його.
Дядько Йозефа довідується про арешт. Він обурений тим, що К. тримав його в таємниці, вимагає розповісти в чому його звинувачують, але Йозеф сам не може пояснити. Дядько наймає адвоката Гульда, але К. затримується з дівчиною Лені, що обурює адвоката.
К. відвідує художник Тітореллі, котрий повідомляє, що знає деталі процесу над Йозефом і лиш він один здатний його врятувати. Він розповідає про три шляхи звільнення від процесу: справжнє виправдання, начебто виправдання і затягування справи. К. зауважує, що за ним підглядають троє дівчат, яких художник називає причетними до правосуддя. Йозеф розуміє, що йому під силу домогтися лише «начебто виправдання» — нескінченного починання процесу заново. Випадково К. виявляє поряд з майстернею Тітореллі канцелярію суду, на що художник відповідає, що К. ще багато не знає про повсюдність і всемогутність правосуддя.
Йозеф знайомиться з купцем на прізвище Блок, про якого розкриває, що той розорився через витрати на адвокатів у ході схожого процесу. Це спонукає його відмовитися від послуг адвоката. Незабаром він супроводжує італійського партнера, але той не з'являється в назначений час біля собору. К. заходить до собору, де знайомиться з тюремним священиком, в якого запитує про допомогу. Той розповідає йому притчу, що символізує спроби К. добитися правди. Священик зізнається, що він і сам служить правосуддю, але це правосуддя нічого не хоче від Йозефа. Воно «прийме тебе, коли ти прийдеш, і відпустить, коли ти підеш».
Врешті-решт, через рік від початку процесу, за день до його 31-річчя, по Йозефа К. приходять двоє чоловіків. Вони ведуть Йозефа, той скоро розуміє — на страту, і сам спрямовує їх на шляху. Він роздумує над тим, щоб вирватися, та бачить жителя будинку, що простягає до нього руки. Вагаючись, друг це чи ворог, Йозеф простягає руки назустріч і тоді його заколюють ножем.

## Персонажі
- Йозеф К. — протагоніст, працює прокуристом в банку, не одружений. Підтримує зв'язок з коханкою Ельзою і регулярно зустрічається на засіданнях. Його батько мертвий, а його мати згадується лише в одному уривку.
- Пані Ельза — офіціантка, Йозеф К. приходить до неї раз на тиждень. Згодом в першій розмові з Лені вона згадується як коханка К. Вона не є прямою діючою особою, а лише згадується Йозефом К.
- Пані Ґрубах — господиня квартири, в якій проживають К. і пані Бюрстнер. Вона ставиться до К. краще, ніж до інших квартирантів, оскільки він позичив їй гроші.
- Пані Бюрстнер — нещодавня квартирантка у пані Ґрубах, має мало контактів з К. Вночі після арешту той дожидається її приходу, щоб поговорити з нею. Бюрстнер запрошує його до себе в номер; в кінці розмови К. накидається на неї з поцілунками, після чого йде. Вона цікавиться роботою суду, позаяк через кілька тижнів буде проходити інтерв'ювання на посаду секретаря в юридичній фірмі.
- Жінка пристава — має особливу еротичну ауру, позаяк її з любовними цілями відвідує студент юридичного факультету та слідчий. Вона пропонує свої послуги.
- Адвокат Гульд — знайомий дядька Йозефа. Лежачий хворий. Розмови з ним дуже виснажливі. Через це К. відмовляється від його послуг.
- Лені — дівчина, котра «підбиває клинці» до адвоката. Виявляється дуже грайливою і комунікабельною. Під час першого візиту К. Лені заманює його в сусідню кімнату, щоб зблизитися з ним. Вона, як здається, володіє важливою інформацією про судову систему.
- Ерна — двоюрідна сестра К. — донька дядька Альберта. Написала листа своєму батькові, в якому повідомила про процес над К. Вона не є прямим діючою особою, а тільки згадується дядьком.
- Тюремний священик  — розказує Йозефу притчу «У воротях закону». Він намагався пояснити К., що, хоча існують різні інтерпретації притчі, він не задоволений жодною з них. Неодноразово звертає увагу на те, що жодна інтерпретація не є вірною, тому К. вирішив сам знайти можливе рішення. Священник знає, що це погано впливає на процес К.
- Директор — добре ставиться до К. і дає йому по-батьківськи хороші поради.
- Тітореллі — художник, один з представників таємничого правосуддя, котрий дає К. поради як покращити своє становище.
- Руді Блок — купець, який перебуває під процесом, подібно до Йозефа, клієнт Гульда. Витрати на адвокатів розорили його та змушують всіляко принижуватися. Його приклад спонукає К. відмовитися від адвоката.
- Судові виконавці — двоє божевільних чоловіків, які приводять Йозефа К. до каменоломні й убивають його ударом ножа в серце.

## Проблематика
Разом із «Замком» роман «Процес» складає основу літературної спадщини Франца Кафки. Сюжети обох романів складають події, що могли б відбуватися коли завгодно і де завгодно. Втім, у «Процесі» за окремими ситуаціями та обставинами вгадуються реалії австрійсько-чеського життя початку ХХ століття.
Кожний епізод «Процесу» описує через зіткнення Йозефа з таємничим правосуддям зіткнення людини з силами, що перевищують її фізичні можливості та розуміння. На відміну від інших персонажів, що перебувають під процесом, Йозеф К. намагається не лише з'ясувати що за сили посягають на владу над ним, а діє згідно віри, що ті не всесильні, що існує певна вища справедливість, чим водночас погіршує своє становище. Поки Йозеф на початку намагається домогтися справедливості від таємничих суддів, слідуючи їхнім законам, процес постає для нього замкнутим колом, у якому можливо тільки рухатися до початку. Усвідомивши марність боротьби в рамках цих законів, Йозеф сам визначає своє життя. Тому сюжет «Процесу» розвивається впродовж року, закінчуючись того ж дня, коли почався, тоді як головний герой проживає духовну еволюцію. Хоча спротив веде до загибелі, тим самим Йозеф виривається з циклу процесу і стає вільним. У фіналі він не стільки йде за своїми вбивцями, скільки сам веде їх, тріумфуючи над долею.

## Переклади українською
- Кафка. Ф. Процес / Пер. з нім. П. Таращука; Худож.-оформлювач Б. П. Бублик. — Харків: Фоліо, 2005. — 239 с. — (Світова літ.).

## Екранізації
- «Процес», Джордж Орсон Веллс, 1962
- «Кафка», Стівен Содерберґ, 1991
- «Процес», Девід Г'ю Джонс, 1993